# Rogelio Sinán
Rogelio Sinán, seudónimo de Bernardo Domínguez Alba (Taboga, 25 de abril de 1902- Panamá, 4 de octubre de 1994) fue un escritor vanguardista panameño. Inició sus estudios en el Colegio de La Salle y se graduó de bachiller en el Instituto Nacional de Panamá (1924). Realizó estudios universitarios en Chile, en donde conoció a los poetas Pablo Neruda y Gabriela Mistral. Siguiendo consejo de la poetisa, viaja a Italia a aprender italiano; fue allí donde profundizó en los -ismos (dadaísmo, surrealismo, creacionismo, ultrarealísmo, etc.) en boga en Europa en esa época y que serían la base de su obra posteriormente. En 1989, la Universidad de Panamá lo distinguió con el Doctorado Honoris Causa. Actualmente reposa en la Universidad Tecnológica de Panamá el Memorial Rogelio Sinán en honor a este célebre escritor panameño.

## Vida profesional
En Panamá, ejerció en el Instituto Nacional como profesor de español y de arte dramático en la Universidad de Panamá. Posteriormente desempeñó el cargo de primer secretario de la Embajada de Panamá en México y, en 1938, como cónsul de Panamá en Calcuta, India. Nuevamente en Panamá, en 1946 fue director del Departamento de Bellas Artes y Publicaciones del Ministerio de Educación. Fue miembro de la Academia Panameña de la Lengua.

## Premios y distinciones

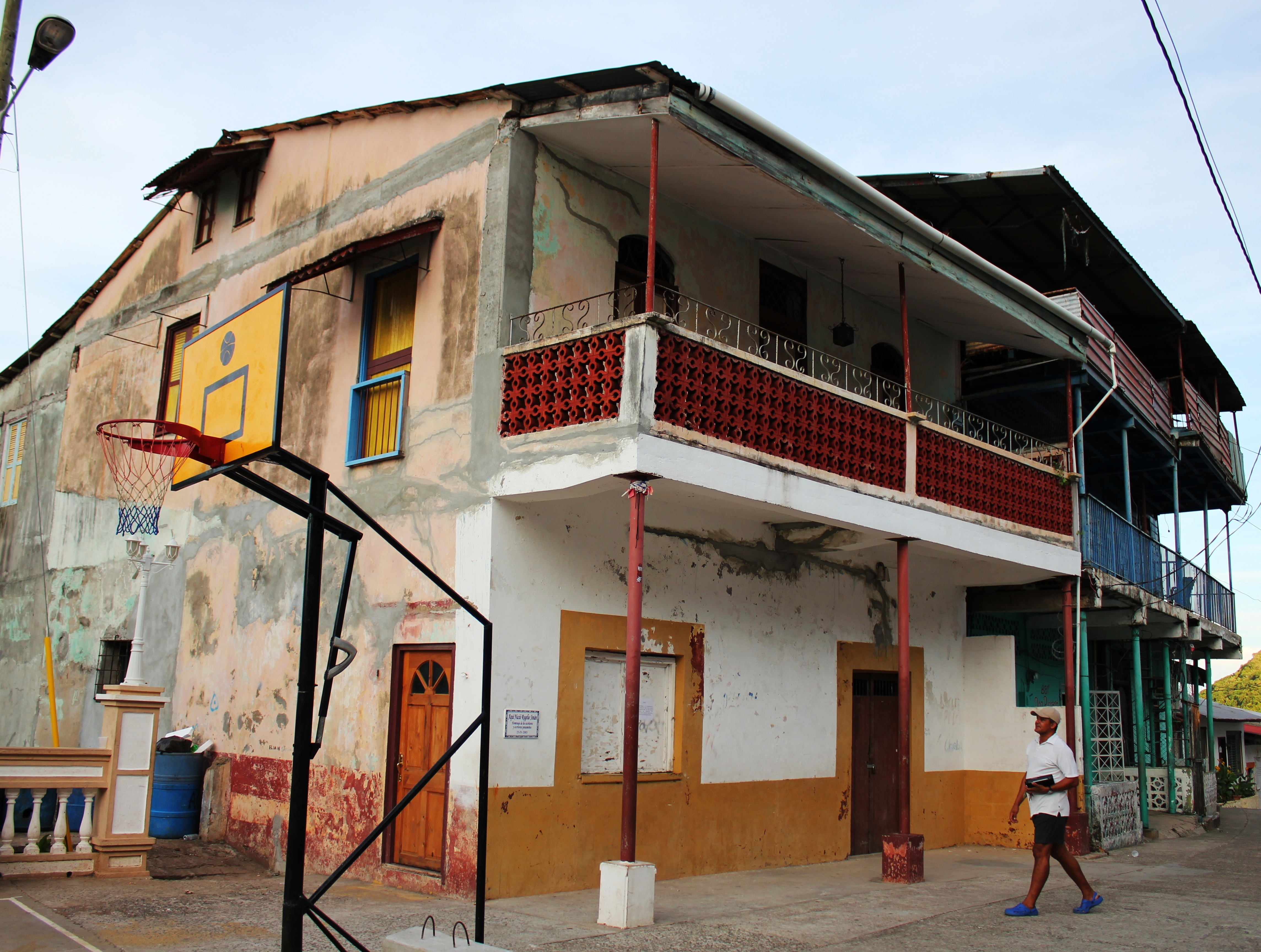
Casa de Rogelio Sinán en la Isla de Taboga.

- Premio Ricardo Miró de Novela por su libro "Plenilunio". Panamá, 1943.
- Premio Interamericano de Cuento, por su cuento "La boina roja". México, 1949.
- Premio "Ricardo Miró" de Poesía por su libro "Semana Santa en la niebla". Panamá, 1949.
- Premio "Ricardo Miró" de Novela por su libro "La isla mágica". Panamá, 1977.

El gobierno panameño le otorgó tres condecoraciones en vida, se le reconoció sus méritos al ser condecorado con la Orden Vasco Núñez de Balboa, Orden Manuel Amador Guerrero y Orden Manuel José Hurtado. La Academia Panameña de la Lengua le otorgó la Primera Orden al Mérito Intelectual.
Actualmente se entregan tres premios literarios en su honor: el Premio Centroamericano de Literatura "Rogelio Sinán", que desde 1996 convoca para libros inéditos en los géneros cuento, novela y poesía la Universidad Tecnológica de Panamá; y la Condecoración "Rogelio Sinán" que la República de Panamá otorga cada dos años a un autor panameño por la excelencia en la obra de toda una vida.

## Obra literaria
La obra con que Sinán se dio a conocer fue la colección de poemas Onda (1929), publicado en Roma, Italia. Con este poemario, Sinán rompe con la estética del modernismo, cultivada por los poetas románticos panameños hasta la fecha, e inicia el vanguardismo en Panamá. Esta obra representó un cambio en la visión poética del mundo y en la forma de expresión con respecto a la poesía que se practicaba en Panamá en ese momento.
Aparte de la poesía, Sinán cultivó el género del cuento y la novela, y en menor medida el teatro infantil y el ensayo.

### Poesía
- Onda. Casa Editrice, Roma, Italia, 1929; Segunda edición, Revista "Lotería", N.º 11, Panamá, septiembre de 1964; Tercera edición, Ediciones Formato Dieciséis, Universidad de Panamá, 1983.
- Incendio. Cuadernos de poesía "Mar del Sur", N.º 1, Panamá, 1944.
- Semana Santa en la niebla. Panamá, 1949; Segunda edición, Dirección Nacional de Cultura del Ministerio de Educación, Panamá, 1969.
- Saloma sin salomar. Dirección Nacional de Publicaciones del Ministerio de Educación, Panamá, 1969.
- Poesía completa de Rogelio Sinán. Prólogo de Elsie Alvarado de Ricord, compilación e introducción de Enrique Jaramillo Levi. Universidad Tecnológica de Panamá, abril de 2000.

### Cuento
- A la orilla de las estatuas maduras. Panamá, 1946; Secretaría de Educación Pública, México, 1967.
- Todo un conflicto de sangre. Panamá, 1946.
- Dos aventuras en el lejano oriente. Panamá, 1947; Panamá, 1953.
- La boina roja y otros cuentos. Panamá, 1954; Ediciones del Ministerio de Educación, Panamá, 1961; Madrid, 1972. Posteriormente se han seguido publicando múltiples ediciones sin las últimas tres palabras del título original.
- Los pájaros del sueño. Panamá, 1957.
- Cuna común. Ediciones de la revista “Tareas”, Panamá, 1963.
- Cuentos de Rogelio Sinán. Editorial Universitaria Centroamericana, San José (Costa Rica), 1971; 1972.
- Homenaje a Rogelio Sinán. Poesía y Cuento. Prólogo de Enrique Jaramillo Levi, Editorial Signos, México, 1982.
- El candelabro de los malos ofidios y otros cuentos. Editorial Signos, Panamá, 1982.:)
- el hechizo

### Novela
- Plenilunio. Panamá,1947; México, 1953; Panamá, 1961; Madrid, 1972. Posteriormente se ha seguido publicando múltiples ediciones en Panamá.
- La isla mágica. Instituto Nacional de Cultura, Panamá, 1979; Segunda edición, Ediciones Casa de las Américas, Habana, Cuba, 1985.

### Teatro infantil
- La cucarachita mandinga (farsa, adaptación de una historia tradicional de la India). Panamá, 1937; Segunda edición, Instituto Nacional de Cultura, Panamá, 1992.
- Chiquilinga (farsa). Panamá, 1961.
- Lobo go home (escenificada en Panamá, pero no publicada como libro).

### Ensayo
- Los valores humanos en la lírica de Maples Arce. México, 1959.

Otros ensayos aparecidos en revistas y periódicos en diversas épocas fueron reunidos por Enrique Jaramillo Levi en: “Maga, Revista panameña de cultura”, N.º 5-6, Panamá, enero-junio de 1985.